# Đồi thiêng Banská Štiavnica

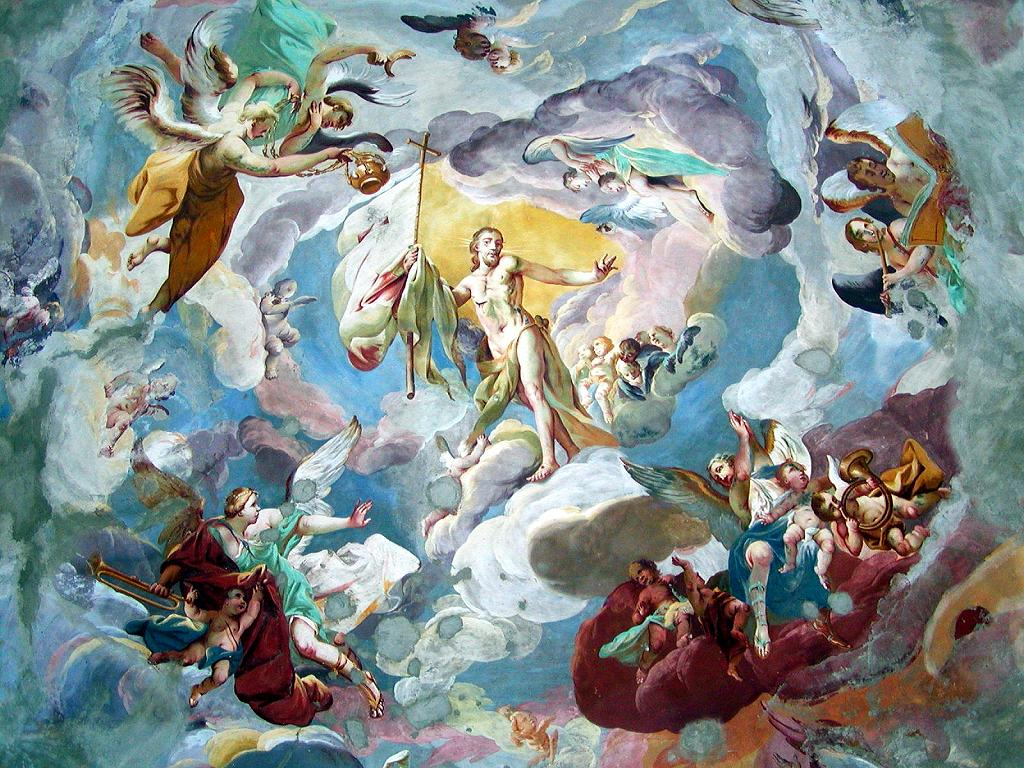
Các bức họa của Anton Schmidt tại nhà thờ Thượng (Upper church)

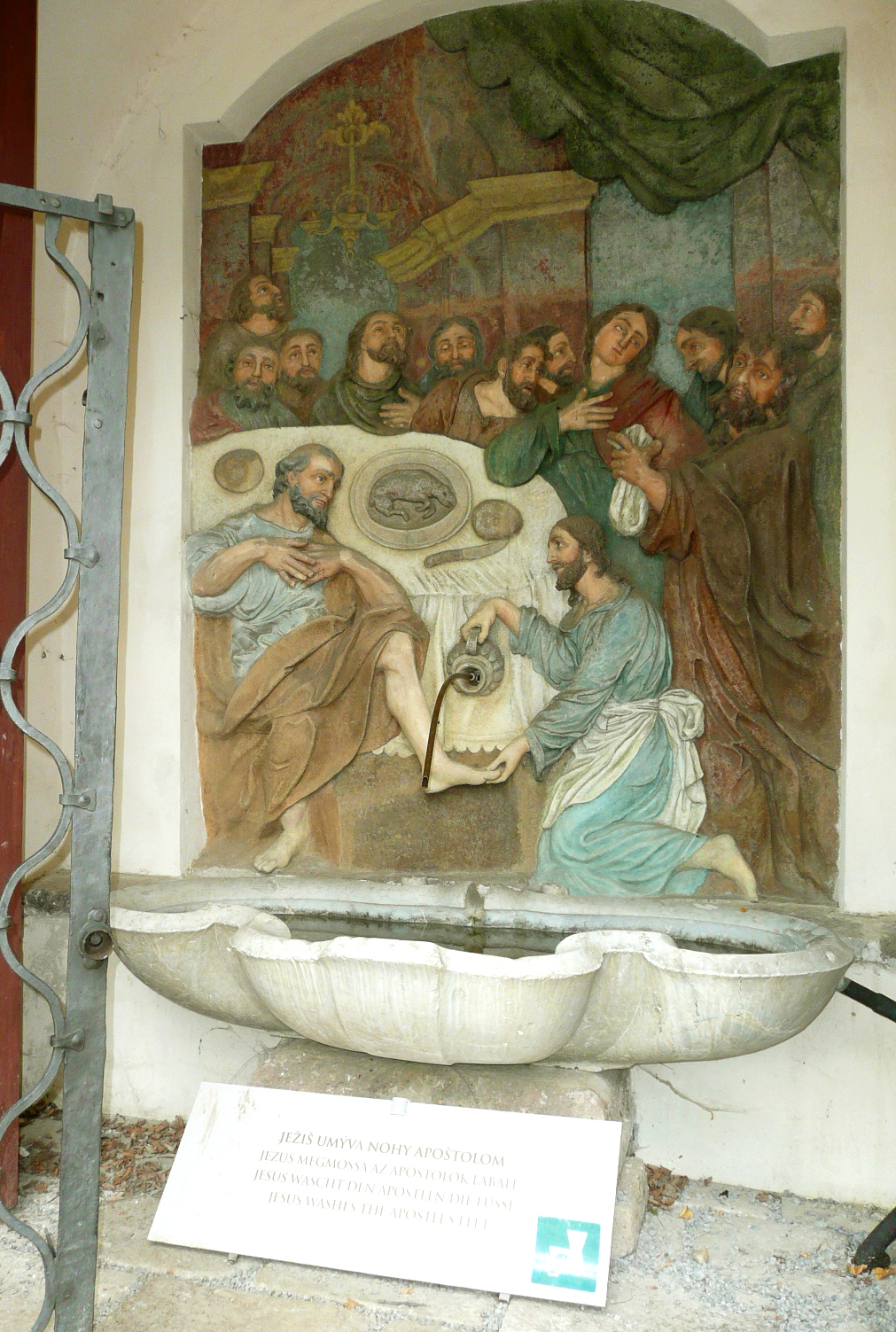
Một nhà nguyện năm 2012

Đồi thiêng Banská Štiavnica (tiếng Slovak: Banskoštiavnická Kalvária) là một điểm tham quan và di tích lịch sử bao gồm các kiến trúc thời hậu Baroque ở Slovakia, được xây dựng từ năm 1744 đến năm 1751.

## Đặc điểm
Đồi thiêng Banská Štiavnica là một di tích lịch sử quan trọng bậc nhất của Slovakia ngày nay và của Vương quốc Hungary khi xưa. Khu vực đồi thiêng này là nơi tập hợp của 3 nhà thờ và 22 nhà nguyện được trang hoàng bởi các bức họa quý giá và những bức phù điêu gỗ sơn màu. Toàn bộ nhà thờ và nhà nguyện đều nằm ở phía tây của một ngọn núi lửa cổ đại ngày xưa và ngày nay là một ngọn đồi có tên là Scharffenberg (tiếng Slovak: Ostrý vrch). Việc xây dựng đồi thiêng được khởi xướng bởi các tu sĩ Dòng Tên vào thế kỷ 18.

## Quá trình hình thành
Vào khoảng năm 1740, thành phố Trung Cổ Schemnitz của Vương quốc Hungary (nay là thị trấn Banská Štiavnica của Slovakia) dự định cho xây một khu đồi thiêng mô phỏng lại đồi Can-vê, tại phía đông của thành phố. Linh mục Dòng Tên, Francis Perger, đã đề xuất với chính quyền địa phương một dự án đồi thiêng tráng lệ với 3 nhà thờ và 22 nhà nguyện, dựa trên sơ đồ thiết kế của nhà sử học, đồng thời là kiến trúc sư Samuel Mikoviny. Theo đó, năm 1744, chủ sỡ hữu của khu đất trên đồi là gia đình Fritz von Friedenlieb đã đồng ý giải phóng phần đỉnh đồi và phần sườn dốc phía tây để tạo điều kiện cho thành phố xây dựng khu đồi thiêng theo đề xuất của Đức Cha Perger. Ngày 13 tháng 3 năm 1744, quan tòa thành phố đã chấp thuận đề xuất Đức Cha và còn cấp 300 lượng vàng để phục vụ cho việc xây dựng. Ngày 22 tháng 5 năm 1744, thành phố đệ trình lên giáo hội chờ phê duyệt dự án xây dựng khu đồi thiêng. Tổng giám mục của Esztergom là Imrich Esterházy đã chấp thuận yêu cầu và thư đồng ý cho phép xây dựng về đến thành phố vào ngày 13 tháng 8 năm 1744. Kể từ thời điểm đó, việc thi công xây dựng ngay lập tức được bắt đầu. Trước sự hiện diện của đông đảo tín đồ và đoàn tư tế, viên đá đầu tiên để xây khu đồi thiêng đã được làm phép long trọng trong Lễ Suy tôn Thánh Giá vào ngày 14 tháng 9 năm 1744. Công trình đầu tiên của khu đồi thiêng là Nhà thờ Thượng (Upper Church). 

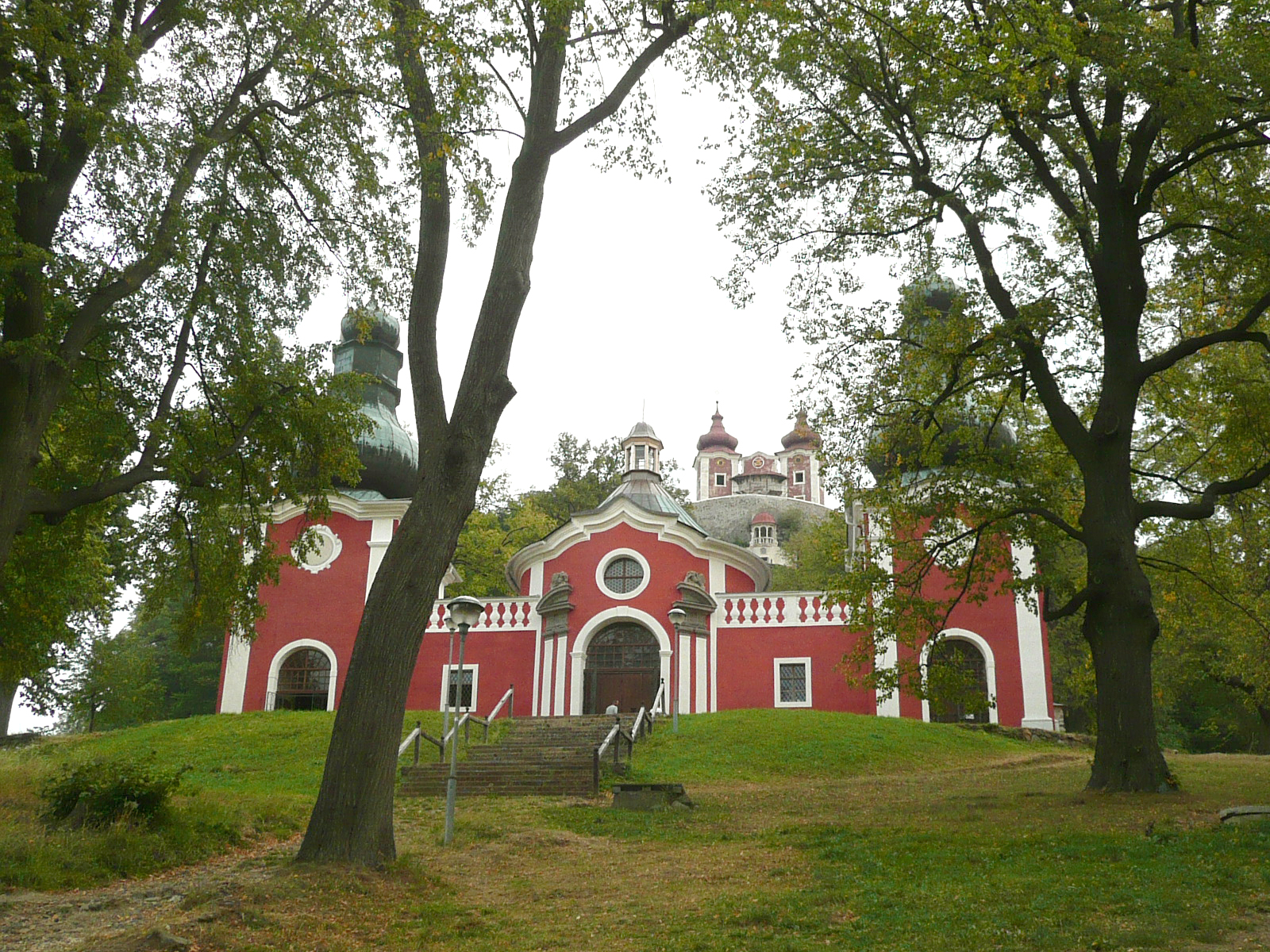
Nhà thờ Hạ (Lower church) năm 2012

Toàn bộ công trình được xây dựng tại đồi thiêng đều theo sự chỉ đạo của Đức Cha Dòng Tên, Francis Perger. Để tạo nên một khu công trình đồ sộ này đã phải có sự góp sức của rất nhiều con người, từ thợ xây, thợ mộc, thợ điêu khắc cho đến các họa sĩ và các chuyên gia từ nhiều lĩnh vực khác nhau. Trong đó, những bức phù điêu gỗ tại các nhà nguyện và nhà thờ Thượng được cho là đến từ xưởng của Dionysius Stanetti, một nghệ nhân điêu khắc theo phong cách Baroque ở phố Kremnica. Riêng các bức họa trong nhà thờ Thượng được vẽ bởi họa sĩ người Áo, Anton Schmidt. Trước khi công trình được hoàn thiện, đoàn xây dựng đã thực hiện nghi lễ hành hương tại đồi thiêng Banská Štiavnica. Ngày 14 tháng 9 năm 1745, nhà thờ Thượng được làm phép long trọng và thánh lễ đầu tiên đã diễn ra ở đó. Sang đến năm 1746, có thêm nhà thờ Mộ Thánh và nhà thờ Hạ được hoàn thiện.
Năm 1751, trong lễ Chúa Ba Ngôi, đã có nhiều vị khách quan trọng đến thăm đồi thiêng, nổi bật trong số đó có Hoàng đế Franz I của Thánh chế La Mã. Vậy là toàn bộ các công trình trên đồi thiêng được xây dựng và hoàn thiện trong vòng chưa đến bảy năm. Nghi thức ban phép lành diễn ra vào ngày 14 tháng 9 năm 1751. Thánh lễ được giảng bằng tiếng Đức và tiếng Slovak, trong đó bài giảng tiếng Đức do Cha Francis Perger thuyết giảng.
Toàn bộ kinh phí để xây dựng khu đồi thiêng Banská Štiavnica là 25 899 lượng vàng, chưa kể đến công sức của những tín đồ đã tình nguyện hỗ trợ việc xây dựng đồi thiêng.